# ダイヤコンサルタント
株式会社ダイヤコンサルタントは、東京都千代田区神田練塀町に本社を置いていた総合建設コンサルタント会社。地質調査に強みを持ち、国内では応用地質株式会社に次ぐ売上高を誇る。

## 概要
1963年5月に三菱鉱業株式会社（現在の三菱マテリアル）資源部から独立した地質調査会社として設立した後、地質調査を主軸に公共事業や大型プロジェクトなどに参入した。以後、業容を拡大し、地質・地盤・地下水に係る調査・解析とこれを活かした土木設計に特色を有した総合建設コンサルタントとして現在に至っている。
2021年7月14日付で大日本コンサルタントと経営統合し、共同株式移転により設立したDNホールディングスの完全子会社となった。これに先んじて、同年7月1日付で三菱マテリアル保有分の株式が大日本コンサルタントへ譲渡された。
2023年7月1日付で、大日本コンサルタント（同日付で大日本ダイヤコンサルタントに商号変更）と合併、ダイヤコンサルタントは解散した。

## 沿革
- 1963年 - 会社設立。資本金1,000万円。本店を三菱鉱業株式会社（東京都千代田区丸の内・新丸ビル）内に設置。建設業登録。
- 1964年 - 測量業者、建設コンサルタント登録。
- 1968年 - 本店を東京都千代田区丸の内・東京海上ビル新館に移転。
- 1970年 - 資本金3,000万円に増資。
- 1972年 - 資本金5,000万円に増資。
- 1973年 - 本店を東京都千代田区内神田・田中ビルに移転。
- 1974年 - 建設業許可。
- 1977年 - 地質調査業者登録。
- 1978年 - 本店を東京都豊島区池袋・光文社ビルに移転。
- 1989年 - 資本金10,000万円に増資。
- 1992年 - 本店を東京都豊島区池袋・藤和第2ビルに移転。
- 1993年 - 資本金20,000万円に増資。
- 1994年 - 資本金21,000万円に増資。
- 1995年 - 資本金22,250万円に増資。
- 1996年 - 資本金45,500万円に増資。
- 1997年 - 本店を東京都豊島区池袋・光文社ビルに移転。埼玉県大宮市（現・さいたま市北区）に大宮ビル社屋が完成。
- 1998年 - 本店を本社に名称変更。北海道札幌市北区に北日本支社（現・北海道支社）社屋が完成。
- 2001年 - 本社を東京都千代田区岩本町・東急岩本町ビルに移転。
- 2013年5月15日 - 創立50周年。
- 2018年 - 本社を東京都千代田区三番町・三番町UFビルに移転。
- 2021年
  - 7月1日 - 親会社である三菱マテリアルが保有する当社株式を大日本コンサルタントへ譲渡。
  - 7月5日 - 本社を東京都千代田区神田練塀町・住友不動産秋葉原駅前ビルに移転。
  - 7月14日 - 大日本コンサルタントと経営統合し、DNホールディングスの完全子会社となる。
- 2023年7月1日 - 大日本コンサルタント（同日付で大日本ダイヤコンサルタントに商号変更）と合併し解散。

## 参画した主な事業変遷
- 1963年 - 国鉄、道路公団、建設省などの調査業務
- 1966年 - 山陽新幹線調査業務
- 1971年 - 本四連絡橋、大型発電基地調査業務
- 1981年 - 日中共同探査業務、国家石油地下備蓄基地調査業務
- 1985年 - 東京国際空港沖合展開調査業務、構造物保全度評価業務
- 1986年 - 関西新国際空港調査業務
- 1988年 - 東京湾横断道路調査業務
- 1989年 - 圧縮空気貯蔵発電調査業務
- 1990年 - 火山砂防業務、揚水地下発電所調査業務
- 1994年 - 国家石油ガス備蓄基地調査業務
- 1995年 - 阪神・淡路大震災に伴う全国各地における活断層調査業務
- 2000年 - 土壌汚染環境調査業務
- 2001年 - 大深度地下構造調査業務
- 2002年 - 地震被害想定調査業務
- 2005年 - 日本モンゴル石炭共同探査業務
- 2006年 - 原子力発電所耐震性評価業務
- 2007年 - 社会資本維持管理業務
- 2010年 - 天然ガスパイプライン整備調査業務
- 2011年 - 東日本大震災に係る社会インフラ復旧業務
- 2014年 - 新点検要領に基づく道路構造物点検業務
- 2016年 - 熊本地震に係る災害復旧業務
- 2018年 - 西日本豪雨災害ならびに北海道胆振東部地震に係る災害復旧業務